# Sectie (militaire eenheid)
Een militaire Sectie is een onderdeel van een staf van een militaire eenheid met een specifieke taak. Er zijn negen Secties, die allen op dezelfde manier worden aangeduid, geleid door het Algemene Stafsysteem (General Staff System). Ook kan met een Sectie bedoeld worden een half Peloton, als deze zelfstandig en niet in pelotons verband optreden.

## General Staff System
De meeste NAVO-landen hebben de General Staff System (en: Algemene Stafsysteem) of Continental Staff System (en: Continentale Stafsysteem) aangenomen, om hun militaire staffuncties te structureren. Dit is gebaseerd op een origineel plan van Napoleons Grande Armée, wat daar ten uitvoer werd gebracht.
Iedere staffunctie in een hoofdkwartier of eenheid, wordt toegewezen aan een letter. 
J, Joint, voor de gehele krijgsmacht.
C, Combined, voor een gecombineerde krijgsmacht van meerdere landen.
G, Ground, voor divisie- en legerkorpsniveau van de Landmacht. Wordt in Nederland ook vertaald als Generale Staf, in plaats van Ground.
N, Navy, voor de Marine.
A, Air, voor de Luchtmacht.
S, Staff, voor de personeelsfuncties binnen de krijgsmacht onder leiding van een kolonel of lager (bijvoorbeeld afgesplitste brigades, regimenten, groepen, bataljons, en eskaders, niet gebruikt door alle landen).
Bij sommige gelegenheden kan de letter E ook worden aangetroffen, maar dit is geen officiële term. In dat geval staat het voor element en zal het worden gebruikt om een kleine onafhankelijk element te identificeren, dat een deel is van een niet-personele organisatie.
Na de letter volgt een cijfer, dat de Sectie aanduidt. Er zijn negen Secties, met allen een eigen functie.

## Sectie 1
De Sectie 1 is de stafafdeling die zich bezighoudt met het functiegebied Personeel.
Sectie 1 zorgt onder andere voor de werving, selectie en administratie van defensiepersoneel.

## Sectie 2
De Sectie 2 is de stafafdeling die zich bezighoudt met het functiegebied Inlichtingen en Veiligheid.
De Sectie 2 zorgt onder andere voor het voorzien van de commandant & staf van alle inlichtingen en informatie van belang bij het plannen van operaties, zoals: weer, terrein en vijandgegevens.
De inlichtingenofficier maakt gebruik van het IPB [Intelligence Preparation of the Battlefield, FM 34-130] om tijdens het operationele besluitvormingsproces zijn/haar commandant op een zo goed mogelijke manier te steunen.
Op bataljonsniveau waren Secties 2 en 3 vaak gecombineerd. Momenteel is dit niet meer het geval.
In Nederland wordt de J2-functie vervuld door de Directie Operaties van de CDS, ondersteund door de Militaire Inlichtingen- en Veiligheidsdienst.

## Sectie 3
De Sectie 3 is de stafafdeling die zich bezighoudt met het functiegebied Operaties.
De Sectie 3 zorgt onder andere voor het maken van operatieplannen voor de eenheid en bij bataljons en brigades ook voor opleiding en training.
Op bataljonsniveau zijn de Secties 2 en 3 vaak gecombineerd. Momenteel is dit niet meer het geval.

## Sectie 4
De Sectie 4 is de stafafdeling die zich bezighoudt met het functiegebied Logistiek.
De Sectie 4 zorgt onder andere voor bevoorrading in de verschillende militaire klassen (voedsel, brandstof, munitie, ...),  verplaatsingen en herstellingen van het materieel.

## Sectie 5
De Sectie 5 is de stafafdeling die zich bezighoudt met het functiegebied Plannen.
De Sectie 5 zorgt onder andere voor de langetermijnplanning van de eenheid.
De Sectie 5 vindt men doorgaans pas bij eenheden op Brigade, divisie- en legerkorpsniveau.

## Sectie 6
De Sectie 6 is de stafafdeling die zich bezighoudt met het functiegebied Communicatie- en Informatiesystemen (CIS).
De Sectie 6 zorgt onder andere voor de planning en inzet van verbindingsmiddelen en automatisering.

## Sectie 7
De Sectie 7 is de stafafdeling die zich bezighoudt met het functiegebied Opleiding en Training.
De Sectie 7 zorgt onder andere voor de opleiding en training van de eenheid en de onderliggende eenheden.
De Sectie 7 vindt men doorgaans pas bij eenheden op divisie- en legerkorpsniveau.
Bij eenheden op bataljons- of brigadeniveau wordt opleiding en training door de Sectie 3 behandeld.

## Sectie 8
De Sectie 8 is de stafafdeling die zich bezighoudt met het functiegebied Financiële Zaken.
De Sectie 8 zorgt onder andere voor de financiële planning en administratie.
De Sectie 8 vindt men doorgaans pas bij eenheden op op divisie- en legerkorpsniveau .

## Sectie 9
De Sectie 9 is de stafafdeling die zich bezighoudt met het functiegebied Civiel-Militaire samenwerking (ook wel CIMIC, Civil Military Cooperation, of CMI, Civil Military Interaction, genoemd).
De Sectie 9 zorgt onder andere voor de verhouding tussen de eenheid en civiele autoriteiten. Bij vredesoperaties ondersteunt de Sectie 9 bijvoorbeeld wederopbouwprojecten.
De Sectie 9 vindt men doorgaans pas bij eenheden op divisie- en legerkorpsniveau.